# Unión Nacional Ataque
La Unión Nacional Ataque (en búlgaro: Национален съюз Атака, Nacionalen Sǎjuz Ataka; también traducida como Coalición Ataque), es un partido político nacionalista de Bulgaria. Hay diferentes opiniones sobre dónde ubicar al partido en el espectro político: según la mayoría de los estudiosos, es de extrema derecha, de acuerdo con otros de extrema izquierda, o una síntesis de izquierda y derecha. La dirección del partido afirma que su partido no es "ni izquierdo ni derecho, sino búlgaro". El partido es considerado ultranacionalista y racista, especialmente antisemita y antirromaní, además de ser antimusulmán y antiturco. También ha sido encuadrado dentro de los partidos neonazis existentes en Europa del Este. El partido se opone a la membresía búlgara en la OTAN y requiere una revisión de lo que llama el "doble rasero" para la membresía en la Unión Europea, mientras que los miembros visitan congresos internacionales ortodoxos y antiglobalización y el partido está estrechamente vinculado con los ortodoxos búlgaros Iglesia. Aboga por la renacionalización de las empresas privatizadas y busca priorizar el gasto en educación, salud y bienestar. En las últimas elecciones legislativas, celebradas en 2009, obtuvo 10 de los 240 escaños de la Asamblea Nacional búlgara. 
La Unión Nacional Ataque está formada por el Movimiento Nacional para la Salvación de la Madre Patria (Natsionalno Dvizhenie za Spasenie na Otechestvoto), el Partido Patriótico Nacional Búlgaro (Bǎlgarska Natsionalna-Patriotichna Partiya) y la Unión de Fuerzas Patrióticas y Militares de la Reserva - Defensa (Sǎyuz na Patriotichnite Sili i Voinite ot Zapassa - Zashtita). Liderado por el conductor televisivo Volen Siderov, quien es generalmente considerado racista y antisemita, la coalición fue creada solo dos meses antes de las elecciones. Siderov había creado antes un partido con el mismo nombre, pero su registro fue retrasado por la Corte, por lo que no pudo participar en las elecciones como tal. 

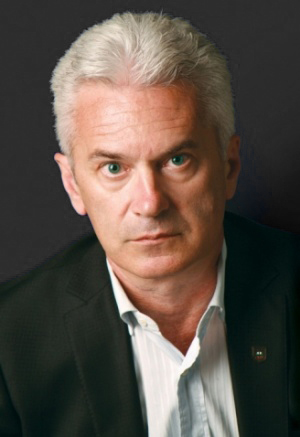
Retrato de Volen Siderov, líder de Ataka.

Los líderes de la coalición han criticado a las minorías étnicas de Bulgaria por considerarlas demasiado privilegiadas, han acusado a todo el sistema político búlgaro de ser totalmente corrupto, y se han opuesto a la OTAN, a la Guerra de Irak y a los vínculos estrechos establecidos por el Estado búlgaro con Estados Unidos. Aunque la coalición no está en particular en contra de la pertenencia de Bulgaria a la Unión Europea, ha reclamado fuertemente una revisión de algunos de los documentos previamente firmados (como el documento para el cierre de la planta nuclear de Kozloduy, cerca del río Danubio), algunos de los cuales son en gran medida considerados contrarios a los intereses de Bulgaria.
El imprevisto éxito de Ataque ha sido atribuido principalmente al pobre desempeño electoral (31% de los votos) del Partido Socialista Búlgaro, sucesor del viejo Partido Comunista Búlgaro. Entre los líderes de Ataque se encuentran figuras políticas populares tales como Petar Beron, Ognyan Saparev, Rumen Vodenicharov y Stella Bankova. Los miembros del grupo de Ataque en el Parlamento incluyen a Petar Beron y Stella Bankova, así como a un grupo de generales y otros militares; algunos de ellos han dejado el grupo por diversas razones, en su mayor parte por conflictos con Siderov.

## Controversia
Desde que se conocieron los resultados de las elecciones, Ataque ha sido severamente criticado por la mayoría de los medios. Ha sido llamado un movimiento xenófobo, antieuropeo y hasta fascista. Sus partidarios prefieren definirlo como patriótico. Algunos eruditos consideran que el término "fascista" es incorrecto para definirlo, ya que las tesis del partido no están incluidas en las características del fascismo en su conjunto. A pesar de ello, sus miembros tienen propensión a realizar inflamados comentarios que a menudo los llevan a ser mantenidos al margen por otros partidos y a ser criticados tanto en Bulgaria como en el extranjero.
Recientemente tuvo lugar un escándalo cuando el observador de Ataque en el Parlamento Europeo, Dimitar Stoyanov (quien es también hijastro de Volen Siderov) envió un mail a todos los eurodiputados que parecía despectivo hacia las mujeres gitanas. El mail decía de la política húngara Lívia Járóka, "En mi país hay decenas de miles de chicas gitanas más bonitas que ésta honorable... vosotros podéis hasta comprar una, de alrededor de 12 o 13 años, para ser vuestra amada esposa". El principal propósito de este mail, sin embargo, no era la creación de una pesadilla para las relaciones públicas. Su objetivo era enfatizar el hecho de que las jóvenes de origen gitano pueden ser literalmente compradas como ganado, a pesar de que ello es un grave crimen que viola claramente la legislación sobre Derechos Humanos. 
Otro incidente problemático ocurrió en la carretera de Trakia, donde un accidente automovilístico y un conflicto subsiguiente terminó con el líder partidario Volen Siderov siendo acusado de hooliganismo, perjurio y obstrucción a la justicia.

## Ideología
Los dos documentos programáticos del partido, los "20 Principios" y el "Esquema programático" muestran un cierto número de características nacionalistas. Ellos definen a Bulgaria como un único Estado nacional y afirman la supremacía del Estado y la "nación búlgara" sobre la diversidad religiosa y étnica, pero al mismo tiempo abogan por una religión oficial y por la participación de la Iglesia Ortodoxa Búlgara en el trabajo legislativo y en todas las decisiones importantes del gobierno, así como por la enseñanza de la doctrina de esta iglesia en la escuela primaria.
Los "20 principios" prevén la formulación de un crimen de "traición a la nación" y la persecución criminal de los "traidores a la nación". ATAKA ha considerado hasta ahora "traidores a la nación" a muchos de los actuales políticos, activistas por los Derechos Humanos y por los derechos de las minorías. Los "20 Principios" también prevén sanciones por difamación a los "sacramentos nacionales búlgaros" y por "calumnias" contra Bulgaria. Se ha discutido en Bulgaria sobre si Ataque es un partido derechista o izquierdista (en Bulgaria, los eslóganes antisistema y antioccidentales habían sido tradicionalmente asociados con la izquierda). Los adherentes al partido son en su mayoría, pero no exclusivamente, personas que tradicionalmente habían votado por el Partido Socialista Búlgaro, pero que ven su conducta en los tiempos recientes como no lo suficientemente radical. Sus demandas por una renacionalización de la industria privatizada lo ubican a la izquierda del espectro político, en un país donde los partidos políticos eluden explícitamente tomar postura sobre las cuestiones relacionadas con las libertades individuales y en cambio se focalizan en la economía. Incluso miembros de Ataque han dicho que el movimiento no es "ni de izquierda ni de derecha, sino búlgaro". Todos los otros partidos parlamentarios han indicado que no existen posibilidades de coaliciones con Ataque, ya que ven a este movimiento como un grupo xenofóbico y una amenaza para las minorías étnicas de Bulgaria.

## Hechos recientes
Los últimos resultados de las encuestas de opinión (en marzo de 2006) muestran un significativo incremento del apoyo popular a Ataque. Aparece en segundo lugar detrás del Partido Socialista Búlgaro y delante del antiguo partido en el gobierno, el Movimiento Nacional Simeón II, y del partido étnico turco, el Movimiento por Derechos y Libertades. El 3 de marzo de 2006, el líder partidario Siderov llamó a un mitin a tener lugar en Sofía, y más de 1000 personas de varias ciudades del país vinieron a escuchar sus palabras y las de otros miembros del partido. Durante esta reunión Siderov afirmó: "Bulgaria no es todavía libre. Bulgaria todavía está bajo el dominio turco". Los oradores protestaron vehementemente contra el gobierno en funciones por haber formado una alianza con el Movimiento por Derechos y Libertades y por ignorar supuestamente los intereses de la etnia búlgara. Más tarde, ese mismo año, Siderov organizó una petición contra la decisión del gobierno búlgaro de instalar bases militares norteamericanas en Bulgaria. En octubre, el líder del partido terminó segundo en la primera ronda de la elección presidencial de 2006, pero perdió en la segunda ronda tras recibir aproximadamente un cuarto de los votos.

## Resultados electorales
|  | 8.14 % |

|  | 9.36 % |

|  | 7.30 % |

|  | 4.52 % |

|  | 9.07 % |

|  | 0.48 % |

|  | 0.45 % |

|  | 0.46 % |

|  | 0.29 % |

a Dentro de la coalición Patriotas Unidos (OP).